# Anne Jardin
Anne Jardin (n. 26 iulie 1959, Montréal, provincia Québec, Canada) este o înotătoare canadiană, medaliată olimpică. A participat la o ediție a Jocurilor Olimpice (1976) în care a câștigat 3 medalii de bronz.